# Pilosella paragoga
Pilosella paragoga — вид рослин із родини айстрових (Asteraceae).

## Середовище проживання
Зростає у Європі (Нідерланди, Німеччина, Польща, Чехія, Україна, євр. Росія).